# Sobasina alboclypea
Sobasina alboclypea là một loài nhện trong họ Salticidae.
Loài này thuộc chi Sobasina. Sobasina alboclypea được Fred R. Wanless miêu tả năm 1978.